# Route nationale 1 (Maroc)
Pour les articles homonymes, voir Route nationale 1.
La route nationale 1 ou N1, est une route nationale marocaine de 2 379 km reliant les deux extrémités nord et sud du royaume du Maroc de Tanger à Lagouira en passant par la Mauritanie.
Faisant le lien entre l'Europe, l'Afrique du Nord et l'Afrique de l'Ouest, la N1 fait partie de la Transmaghrébine.

## Description
Voie principalement côtière longeant la façade l'Atlantique elle est bitumée sur tout son parcours.
Au nord, au-delà de Tanger elle se prolonge via la traversée du détroit de Gibraltar, en Europe par l'Espagne E 5 E 15.
Elle débute devant la place de la Ligue Arabe à Tanger (ainsi que les N2 et N16), devant la baie de Tanger.
Elle se termine à Guerguerat au pied du mur de défense.
Entre le poste frontière marocain de Guerguerat et avant d'arriver au poste frontière mauritanien, une piste partiellement goudronnée traverse un no man's land de 4 km créé par le cessez-le-feu de 1991. Après l'occupation répétée de cette zone par le front Polisario, le 13 novembre 2020 l'armée marocaine prend possession de cette piste en la sécurisant définitivement.
Pour rejoindre la localité abandonnée de Lagouira sur la péninsule de Ras Nouadhihou il faut parcourir environ 70 km en territoire mauritanien.
Plus au sud, la RN1 se prolonge vers Nouadhibou, Nouakchott, Dakar ainsi que les capitales ouest-africaines par les routes Transafricaines.

## Section Tanger - Ksar El Kébir - Kénitra
La  N1 est en 2x1 voies entre Tanger et Kénitra sur 217 km.
- Tanger
- Intersection marquant le début de la N2 et de la N16 : Tétouan / Port Tanger Med
- Boukhalef
- Intersection avec A501 : Port Tanger Med / Assilah / Rabat
- Oued Tahaddart
- Oued Gharifa
- Assilah
- Intersection avec A5 : Tanger / Rabat
- Intersection avec 415 : Plage des Coves / Mejlaw
- Intersection avec 415 , 417 et A5 : Souk Khémis du Sahel / Larache / Tétouan / Sebta / Assilah / Tanger / Rabat
- Oued Mkhazen
- Ksar El Kébir
- Intersection avec 410 : Tatoft / Souk El Kolla / Chefchaouen
- Oued Loukous
- Intersection avec N1A : Laouamra / Larache
- Ksar Bjir
- Arbaoua
- Souk El Arbaa du Gharb
- Intersection avec N27 : Moulay Bousselham / Sidi Kacem / Meknès / Fès
- Oued Madagh
- Souk Tlet El Gharb
- Sidi Allal Tazi
- Oued Sebou
- Oued Beht
- Mograne
- Oulad Slama
- Intersection avec N4 : Sidi Yahya du Gharb / Sidi Slimane / Sidi Kacem / Fès
- Intersection avec A5 : Rabat / Tanger
- Douar Nkhakhsa
- Kénitra

## Section Kénitra - Salé - Rabat - Témara - Aïn Attig
La N1, en 2x2 voies sur 52 km, traverse ces quatre agglomérations en leur centre, alternant voie rapide, avenue et boulevard urbain.
Le tronçon Kénitra et Salé (25 km) est en cours d'aménagement.
- Kénitra
- Sidi Taibi
- Sidi Bouknadel
- Salé
- Intersection avec N6 : Meknès / Fès / Oujda
- Oued Bouregreg
- Rabat
- Intersection avec N25 : Ain El Aouda / Rommani / Oued Zem / Azilal / Demnate et 322 : Harhoura / Mohammédia / Casablanca
- Intersection marquant le début de la A1 : Rabat / Casablanca / El Jadida / Safi
- Témara
- Intersection avec 403 : Tamesna / Khouribga
- Aïn Attig

## Section Témara - Ain Harrouda
La N1 est en 2x1 voies sur 64,1km.
- Aïn Attig
- Oued Ikkem
- Skhirat
- Oued Cherrat
- Bouznika
- Intersection avec N23 : Benslimane / Ouarzazate
- Intersection avec 313 : Mohammedia / Benslimane
- Oued Nfifikh
- Ain Harrouda

## Section Ain Harrouda - Casablanca
La N1 est aménagée en 2x2 voies / voie express  sur une distance de 32,5 km.
- Ain Harrouda
- Intersection avec N9 : Mohammedia / Marrakech / Ouarzazate
- Casablanca
- Intersection avec 315 : Mediouna
- Intersection avec Voie Express urbaine de Casablanca
- Intersection avec Rocade Sud-Ouest de Casablanca

## Section Casablanca - Azemmour
La N1 est en voie 2x3 sur une distance 3,7 km et 7,2 km est en voie 2×2 (travaux en cours)
Le reste (57.4 km) en voie 2×1
- Had Soualem
- Bir Jdid
- Intersection avec 303 : Sidi Bennour
- Chtouka
- Intersection avec 320 : Casablanca
- Oued Oum Errabiâ
- Azemmour

## Section Azemmour - El Jadida
La N1 est aménagée en voie 2x2 / voie express sur une distance de 17,4 km
- Azemmour
- Intersection avec A103 : El Jadida / Casablanca / Rabat
- El Jadida

## Section El Jadida - Safi - Essaouira - Taghazout
La N1 est aménagée en voie 2x1 sur une distance de 411 km
- Intersection avec 318 : Berrechid
- Intersection avec A1 : Rabat / Casablanca / Safi
- Al Acherine
- Sidi Smail

- Intersection marquant le début de la N7 : Sidi Bennour / Marrakech
- Ouled
- Zemamra
- Intersection avec 202 : Sidi Bennour / Boulaouane / Safi
- El Agagcha
- Jemâa Shaim
- Bougedra
- Intersection avec 204 : Ait Ourir / Safi
- Sebt Gzoula
- El Thine Riate
- Barrakte El Amine
- Talmest
- Birkouate
- Intersection et tronc commun de 5km avec la N8 : Essaouira / Chichaoua / Marrakech
- Aéroport d'Essaouira-Mogador
- Smimou
- Intersection avec 214 : Imintanoute
- Tamanar
- Imsouane
- Imi Ouaddar
- Taghazout

## Section Taghazout - Agadir - Tiznit
Entre Taghazout et Tiznit la N1 est aménagée en voie expresse 2x2 voies sur une distance de 120 km.
- Taghazout
- Tamraght
- Anza
- Agadir
- Intersection marquant le début de la N10 : Taroudant / Ouarzazate / Errachidia / Bouarfa
- Intersection marquant le début de la N11 : Amskroud / Chichaoua / Youssoufia / Sidi Bennour / Settat permettant d'accéder à la A3 : Marrakech / Casablanca
- Ait Melloul
- Intersection avec la 114 : Taroudant
- Intersection de nouveau avec N10 : Voie Express Agadir-Taroudant et  Aéroport d'Agadir Al Massira /  Ouarzazate / Errachidia / Bouarfa
- Intersection avec 105 :Tafraout
- Sidi Bibi
- Belfaa
- Oued Massa
- Intersection Voie Express Tiznit - Dakhla
- Tiznit

## Section Tiznit - Guelmim - Tan Tan - Tarfaya - Laâyoune
La N1 est en cours de doublement entre Tiznit et Laâyoune sur ses 555 km. L'ouverture est prévue dès 2022. Certains tronçons permettent de contourner les villes comme celle de Tiznit ou Guelmim par exemple

### Section Tiznit - Guelmim

#### Actuel tronçon 2x1 voies Tiznit - Guelmim
- Tiznit
- Intersection avec 104 : Sidi Ifni / Tafraout
- Reggada
- Oued Adoudou
- Lakhssas
- Ait Boufoulen
- Bouizakarne
- Intersection avec 102 : Fam El Hisn / Akka / Tata
- Tagant
- Intersection avec Rocade de Guelmim : Fask / Assa-Zag / Tan-Tan
- Guelmim
- Intersection avec N21 : Plage Blanche /  Aeroport de Guelmim / Sidi Ifni / Fask / Assa-Zag

#### Futur tronçon 2x2 voies / Voie express Tiznit - Guelmim
- : Tiznit
- : 1909 Tiznit / Mirleft par Aglou / Sidi Ifni
- : 104 Tiznit / Mirleft par Arbaa Sahel / Sidi Ifni
- : 1903 Id Mansour / Bouanaamane
- : 1911 Imouchiwine / Lakhssas
- : 1305 Tangarfa /  Aeroport de Guelmim N21
- Guelmim
- : N21 : Plage Blanche /  Aeroport de Guelmim / Sidi Ifni / Fask / Assa-Zag Rejoint de nouveau la N1 au sud de Guelmim

### Section Voie Express Guelmim - Tan Tan - Lâayoune
- Oued Sayed
- Oued Boukila
- Oued Bouyssafn
- Oued Drâa
- Tan-Tan Contournement Tan-Tan
  -  : actuel N1 Tan-Tan
  -  Oued Ben Khlil
- Intersection avec 101 :   Aeroport de Tan Tan
- El Ouatia / Port Tan-Tan
- Oued Oum Fatma
- Akhfennir

- Intersection pour l'accès nord vers la ville de Tarfaya
- Intersection pour l'accès sud vers la ville de Tarfaya
- Tah
- Daoura
- Lâayoune

## Section Laâyoune - El Marsa
La N1 est aménagée en voie express 2x2 voies entre Laâyoune et le Port sur 25 km.

## Section El Marsa - Dakhla
La N1 est en cours d'élargissement aux normes routières en 2x2 voies sur 500 km entre El Marsa et Dakhla.
L'ouverture était prévue dès 2022 mais celle ci est retardée pour 2024 ou 2025.
- El Marsa
- Dakhla

## Section Dakhla - Guerguerat
La N1 est en 2x1 sur 335 km entre Dakhla et le poste frontière de Guerguerat.
| N1 Route nationale 1 |                                                              |         |        |                           |  |
| Type                 | Indication                                                   | ↓km↓    | ↑km↑   | Provinces                 |  |
|                      | Intersection avec la N1B et la P1100 : Dakhla / Bir Anzarane | 2008 km | 335 km | Province de Oued Ed-Dahab |  |
|                      | Intersection avec la N3 : Aousserd                           |         |        | Province de Oued Ed-Dahab |  |
|                      | El Argoub                                                    |         |        | Province de Oued Ed-Dahab |  |
|                      | Intersection avec la P1101 : Tichla                          |         |        | Province de Oued Ed-Dahab |  |
|                      | Imlili                                                       |         |        | Province de Oued Ed-Dahab |  |
|                      | Tchika                                                       |         |        | Province de Oued Ed-Dahab |  |
|                      | Intersection avec P1102 : Lamhiriz / Bir Gandouz             |         |        | Province d'Aousserd       |  |
|                      | Barbas                                                       |         |        | Province d'Aousserd       |  |
|                      | Guerguerat                                                   |         |        | Province d'Aousserd       |  |
| alt                  | Héliport de Guerguerat                                       |         |        | Province d'Aousserd       |  |
| Stop                 | Poste frontière de Guerguerat ( Mauritanie)                  |         |        |                           |  |

## Histoire
Avant février 2002, la portion Dakhla–Guerguerat n'était ouverte qu'en convoi militaire, deux jours par semaine.